# Jörg Steinert (Bildhauer)
Jörg Steinert (* 1960 auf Rügen) ist ein deutscher Künstler (Bildhauer / Plastiker).

## Leben und Wirken

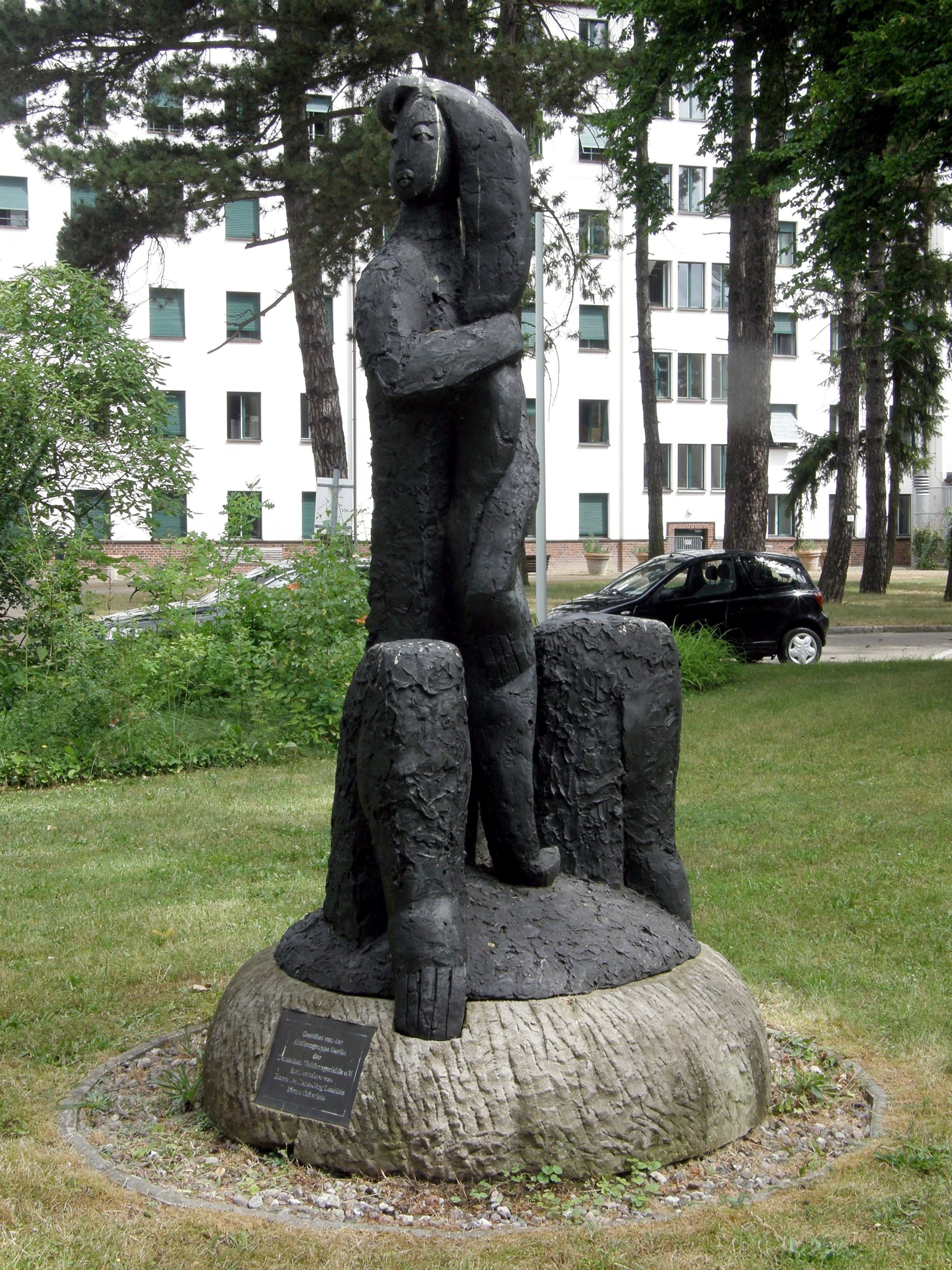
"Hoffnung", Biomedizinischer Campus Berlin-Buch

Vom in der DDR ideologisch geprägten Hochschulbetrieb abgestoßen, näherte sich Jörg Steinert der Bildhauerei von der handwerklichen Seite. Deren profunde Beherrschung betrachtet er auch heute noch als Grundlage seines künstlerischen Schaffens. So arbeitete er im Steinbruch, bei Bildhauern und bei Bronzegießern. Um seine Professionalität herauszubilden, nahm er von verschiedenen namhaften Bildhauern in Dresden Korrektur für seine Arbeiten. Seit 1986 war Jörg Steinert als freischaffender Bildhauer in Berlin-Prenzlauer Berg tätig. Ab 1995 verlagerte er seine Tätigkeit nach Brandenburg, wo er die nötigen Freiräume für seine Arbeit fand. So baute er ein Steinatelier und eine Bronzegießerei in Schönermark bei Angermünde auf. Er lebt und arbeitet in Berlin und Angermünde.
Neben den für sein Schaffen typischen Holz-, Stein- und Bronzeplastiken unterschiedlichen Formates widmet er sich auch der Malerei. Hierbei bedient er sich auch so unkonventioneller Materialien wie Bitumen. Mehrfach beteiligte er sich an dem von Joachim Karbe 1992 begründeten Hartgestein-Symposium in Angermünde. Ein wiederkehrendes Motiv in seinen Arbeiten sind auch die Pferdedarstellungen, deren bekannteste wiederum seine filigranen Bronzegüsse.
Plastiken von Jörg Steinert stehen im öffentlichen Raum und finden sich in öffentlichen Sammlungen. Dazu zählen auch viele architekturbezogene Arbeiten.
Seine Werke wurden zahlreich auf Gruppen- und Einzelausstellungen im In- und Ausland gezeigt.

## Werke (im öffentlichen Raum und in Sammlungen)

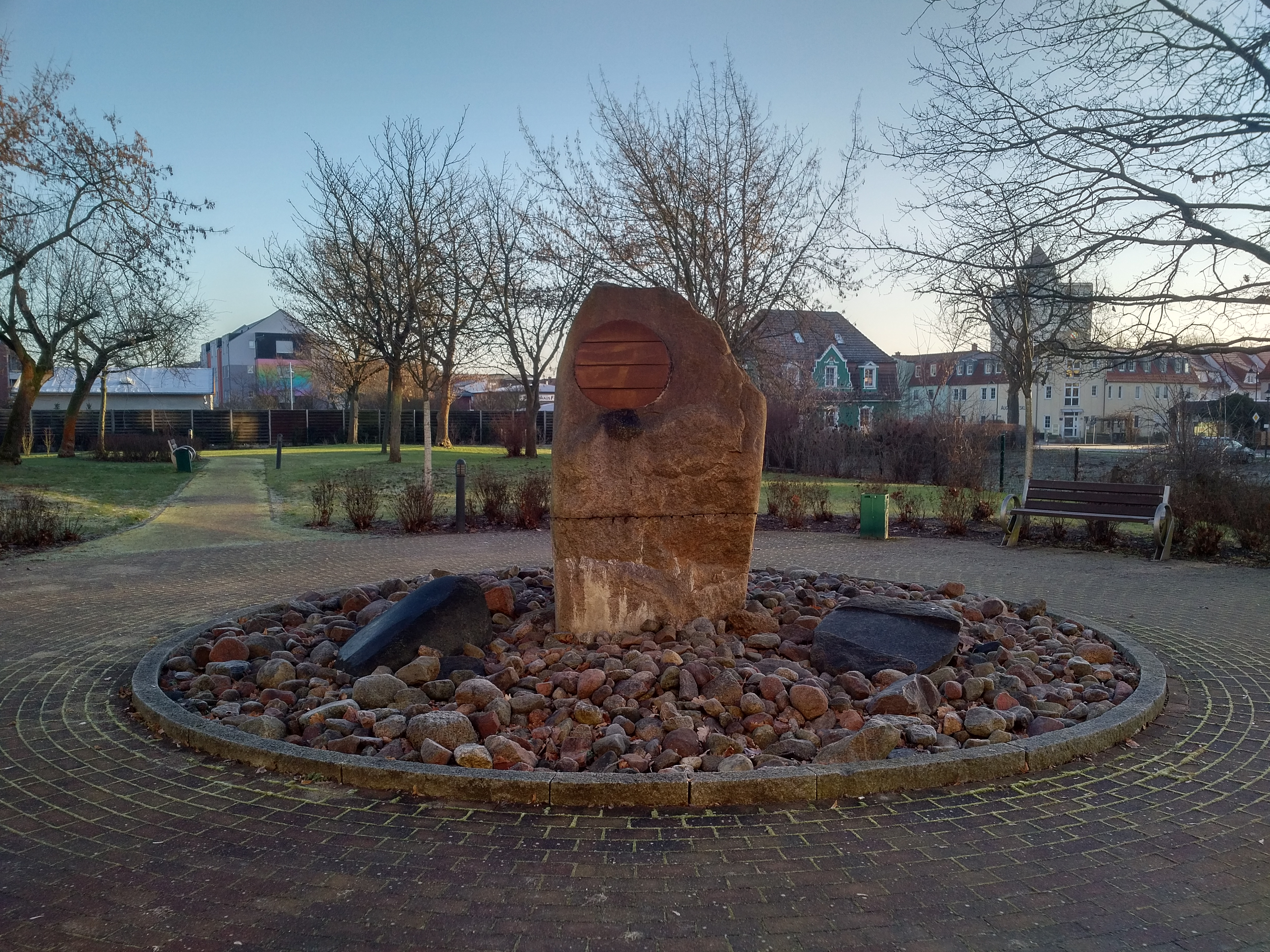
"Kreislauf des Lebens", Asklepios Klinikum Uckermark

- 1997: Hoffnung, Metallguss; Berlin-Buch, Biomedizinischer Campus
- 1999: Die Botschaft im Findling, Granit, Porphyr und Gneisgranit; Schwedt/Oder, Platz der Befreiung
- 2003: Kreislauf des Lebens, Brunnen aus Naturstein; Schwedt/Oder, Asklepios Klinikum Uckermark
- 2004: Genesis, Gneis; Schwedt/Oder, Niederlandiner Weg
- 2004: Kraftentwicklung, heller Granit und Findling; Schwedt/Oder, Steinstraße (im Eigentum der THV Baumaschinen GmbH)
- 2008: Genesis, Gneis; Angermünde, Schlosswall, Findlings-Skulpturengalerie SteinZeit der Moderne
- 2012: Tag und Nacht, Granit; Bernau, Goethepark
- 2017: Windrose, Gneis und Granit; Heringsdorf, Präsidentenberg
- 2017: Liebesbank, Gneis und Granit; Heringsdorf, Präsidentenberg
- 2017: Gotischer Kopf, Granit; Prenzlau, am Marktberg

## Zitate
„Jörg Steinert versucht seine Skulpturen so zum Klingen zu bringen, dass diese eine Resonanz im Betrachter finden. In seinen formalen Steinarbeiten geht es um den Versuch der Darstellung transzendenter Kräfte. In den figürlichen Skulpturen bearbeitet er mythologische Themen mit aktuellem humanistischem Bezug.“